# Vila Clementino
 (octobre 2022).
La mise en forme du texte ne suit pas les recommandations de Wikipédia : il faut le « wikifier ».
Les points d'amélioration suivants sont les cas les plus fréquents. Le détail des points à revoir est peut-être précisé sur la page de discussion.
- Les titres sont pré-formatés par le logiciel. Ils ne sont ni en capitales, ni en gras.
- Le texte ne doit pas être écrit en capitales (les noms de famille non plus), ni en gras, ni en italique, ni en « petit »…
- Le gras n'est utilisé que pour surligner le titre de l'article dans l'introduction, une seule fois.
- L'italique est rarement utilisé : mots en langue étrangère, titres d'œuvres, noms de bateaux, etc.
- Les citations ne sont pas en italique mais en corps de texte normal. Elles sont entourées par des guillemets français : « et ».
- Les listes à puces sont à éviter, des paragraphes rédigés étant largement préférés. Les tableaux sont à réserver à la présentation de données structurées (résultats, etc.).
- Les appels de note de bas de page (petits chiffres en exposant, introduits par l'outil «  Source ») sont à placer entre la fin de phrase et le point final[comme ça].
- Les liens internes (vers d'autres articles de Wikipédia) sont à choisir avec parcimonie. Créez des liens vers des articles approfondissant le sujet. Les termes génériques sans rapport avec le sujet sont à éviter, ainsi que les répétitions de liens vers un même terme.
- Les liens externes sont à placer uniquement dans une section « Liens externes », à la fin de l'article. Ces liens sont à choisir avec parcimonie suivant les règles définies. Si un lien sert de source à l'article, son insertion dans le texte est à faire par les notes de bas de page.
- La présentation des références doit suivre les conventions bibliographiques. Il est recommandé d'utiliser les modèles {{Ouvrage}}, {{Chapitre}}, {{Article}}, {{Lien web}} et/ou {{Bibliographie}}. Le mode d'édition visuel peut mettre en forme automatiquement les références.
- Insérer une infobox (cadre d'informations à droite) n'est pas obligatoire pour parachever la mise en page.

Pour une aide détaillée, merci de consulter Aide:Wikification.
Si vous pensez que ces points ont été résolus, vous pouvez retirer ce bandeau et améliorer la mise en forme d'un autre article.
Pour les articles homonymes, voir Clementino (homonymie).
Vila Clementino est un quartier huppé situé au sud de la ville de São Paulo, à proximité du parc d'Ibirapuera. La moitié appartient au district de Vila Mariana et l'autre moitié appartient au district de Saúde. Voisin des quartiers Moema, Vila Mariana, Saúde, Mirandópolis, Planalto Paulista et Indianópolis, il est délimité par rua Domingos de Morais, rua Sena Madureira, avenue Ibirapuera, avenue Indianópolis, avenue Professeur Ascendino Reis, avenue Rubem Berta et rua Luís Góis.

## Histoire
Vila Clementino, contrairement à d'autres quartiers nés autour des églises, a fait son apparition autour de l'abattoir municipal, qui a été installé en 1887 et y est resté pendant quarante ans. L'abattoir a contribué à la population de la région. En 1891, José Antônio Coelho acheta la soi-disant « Chácara da Boa Vista », à Vila Mariana, et la subdivisa en ouvrant des rues. Coelho l'a nommé officiellement « Vila Clementino » en l'honneur du Dr Clementino de Souza e Castro, qui a été procureur, juge, ministre de la Cour de justice de São Paulo et président du conseil municipal de São Paulo, équivalent au poste de maire aujourd'hui. En 1897, le quartier apparaît pour la première fois sur une carte, organisée par Gomes Cardim.
L'aspect rural de Vila Clementino n'a commencé à changer que vers les années 1960. Même en 1958, il y avait des fermes appartenant à des immigrants portugais, des étendues de forêt, des marécages et des champs ouverts. C'était une région sans électricité et reliée au centre-ville uniquement par un tramway ("Vila Clementino") et une ligne de bus (47/Vila Clementino). Le seul loisir des habitants de la région était les terrains de football, qui existaient en grand nombre.
L'endroit où se trouvait l'abattoir est aujourd'hui la Cinemateca Brasileira, qui a subi un incendie le 2 février 2016, qui a pris sa part en conservant de vieilles pellicules, dont certaines originales, qui faisaient partie de l'histoire audiovisuelle du pays.

### Monuments
Vila Clementino a été le théâtre de nombreux monuments importants tels que :
- Le Lycée Pasteur, qui a commencé à travailler avec l'intention d'enseigner la langue française au Brésil[2]. Le projet débuta en 1908 avec Geroges Dumas et Charles Richet, qui commencèrent les travaux de création d'un lycée franco-brésilien, mais le déclenchement de la première guerre mondiale reporta les plans du projet qui ne fut achevé que le 17 mai 1923 sous le nom de Lycée Franco-Brésilien. En 1941, en raison de la législation brésilienne de l'époque, le nom fut changé en Liceu Pasteur, mais en gardant le même objectif des créateurs[3].
- La première et la seule grande usine construite à Vila Clementino, la "Belisário de Assis Fonseca", plus tard appelée "Fiação e Tecelagem Santana". Il a ouvert en 1892 et fermé en 1926[2].
- L'École Paulista de médecine, créée en 1933 par Octávio de Carvalho[2]. L'école propose 35 programmes pour plus de 400 résidents[4].
- L'Institut biologique fondé en 1927 pour remplacer la "Commission d'étude et de dénomination des ravageurs du caféier"[2]. Initialement baptisé du nom d'Instituto Biológico de Defesa Agrícola e Animal, il a été rebaptisé en 1937 uniquement Institut biologique[5].
- L'église São Francisco de Assis, située au 1209, rue Borges Lagoa, a officiellement ouvert ses portes le 29 juin 1941 et a été progressivement construite grâce aux dons de la population[2]. Il a une grande salle dans laquelle des bazars de charité et des services de soutien social sont organisés pour les plus nécessiteux[6].
- Le seul bâtiment dédié aux spectacles du quartier, le théâtre João Caetano[2]. Inauguré le 25 décembre 1952, il compte 438 places et propose une variété de spectacles, des pièces pour enfants aux pièces classiques. Le nom du théâtre est un hommage à l'acteur carioca João Caetano qui a vécu de 1808 à 1863, responsable de la première compagnie nationale d'acteurs[7].

## Actuellement
Vila Clementino était initialement un quartier résidentiel, il a connu une forte croissance au cours des 20 dernières années en raison de l'augmentation du nombre de propriétés à vendre et de la diversification des services. Le quartier compte également d'importants centres hospitaliers (Hospital do Servidor Público Estadual, Hospital São Paulo, Hospital Edmundo Vasconcelos, Hospital Paulista, Instituto do Sono et Hospital do Rim e Hipertensão) et associations (Fundação Dorina Nowill, APAE, AACD, Cruz Verde, GRAAC, soutien maternel, entre autres).
L'extension de la ligne 5 du métro de São Paulo (ligne 5-Lilas) a amené la station Hospital São Paulo dans le quartier. Également situés dans le quartier se trouvent la plupart des installations de l'Université fédérale de São Paulo (Unifesp), la Cinemateca Brasileira, l'école traditionnelle Lycée Pasteur, le Colégio Arquidiocesano (Marista), le Colégio Nossa Senhora do Rosário, le Théâtre Municipal João Caetano et le Centre d'entraînement et de recherche olympique et le Clube Escola Ibirapuera et la Cour des comptes de la municipalité de São Paulo (TCM-SP).
La population actuelle du quartier est composée de professionnels libéraux, des fonctionnaires publiques et de commerçants. Les possibilités de loisirs sont limitées, de nombreux jardins ont été cimentés et de hauts bâtiments ont limité l'accès de nombreuses familles à la lumière du soleil.

## Position géographique

### Nord
Avenue Paulista. Praça Oswaldo Cruz; Avenue Bernardino de Campos; Rua do Paraíso ; Rue Topázio ; Rua Batista Cepelos; Rua José do Patrocínio; Rue Ximbó ; Rua Batista Caetano et Rua Coronel Diogo.

### Est
Avenue Doutor Ricardo Jafet.

### Ouest
Avenue Rubem Berta, Avenue Ibirapuera, Avenue Conselheiro Rodrigues Alves, Rua Doutor Amâncio de Carvalho, Viaduc et Rua Tutoia et Avenue Brigadeiro Luís Antônio.

### Les rues principales et les plus célèbres du quartier
Rua Sena Madureira, Rua Pedro de Toledo, Rua Borges Lagoa, Rua Diogo de Faria, Rua Leandro Dupret, Rua Dr Bacelar, Rua Loefgren, Rua Napoleão de Barros, Rua 3 de Maio, Rua Botucatu, Rua dos Otonis, Rua Onze de Junho, Rua Marselhesas et Avenue Dr Altino Arantes.